# Східноукраїнський національний університет імені Володимира Даля
Східноукраїнський національний університет імені Володимира Даля — державний заклад вищої освіти України IV рівня акредитації. На час окупації Луганську росіянами університет тимчасово розташовано в Києві.
До жовтня 2014 університет розташовувався у Луганську, однак через окупацію міста РФ, наказом МОН України від 06.10.2014 № 1132 заклад переміщено до Сєвєродонецька й розміщено на базі його структурного підрозділу — Сєвєродонецького технологічного інституту. У лютому 2022 року, в зв'язку з повномасштабним вторгненням Росії до України, університет було передислоковано до Кам'янець-Подільського, а в жовтні — до Києва на базу Київського фахового коледжу електронних приладів.. Навчання студентів базового ЗВО здійснюється очною та заочною (дистанційною) формою.

## Історія

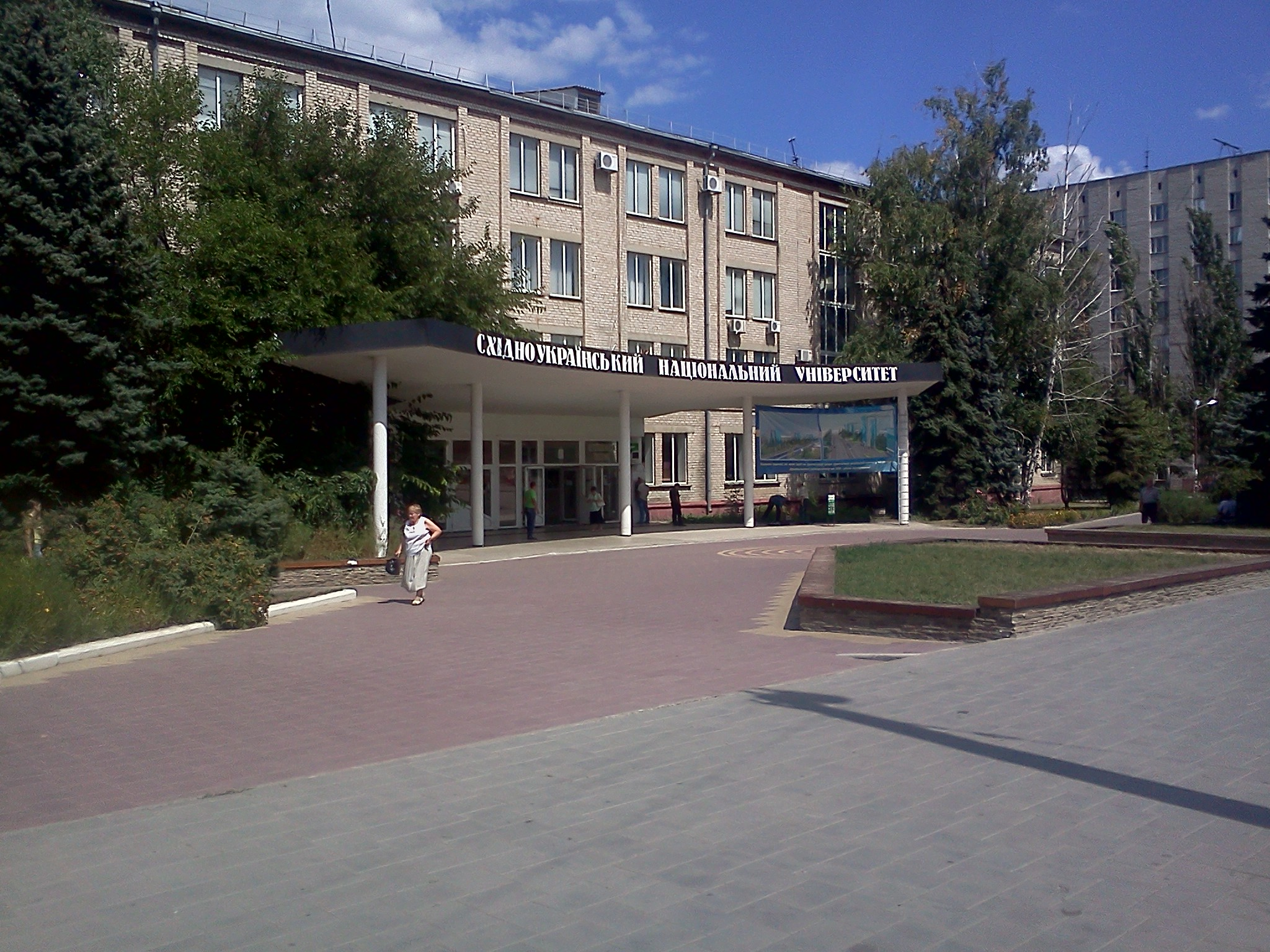
Головний корпус СНУ у Луганську.

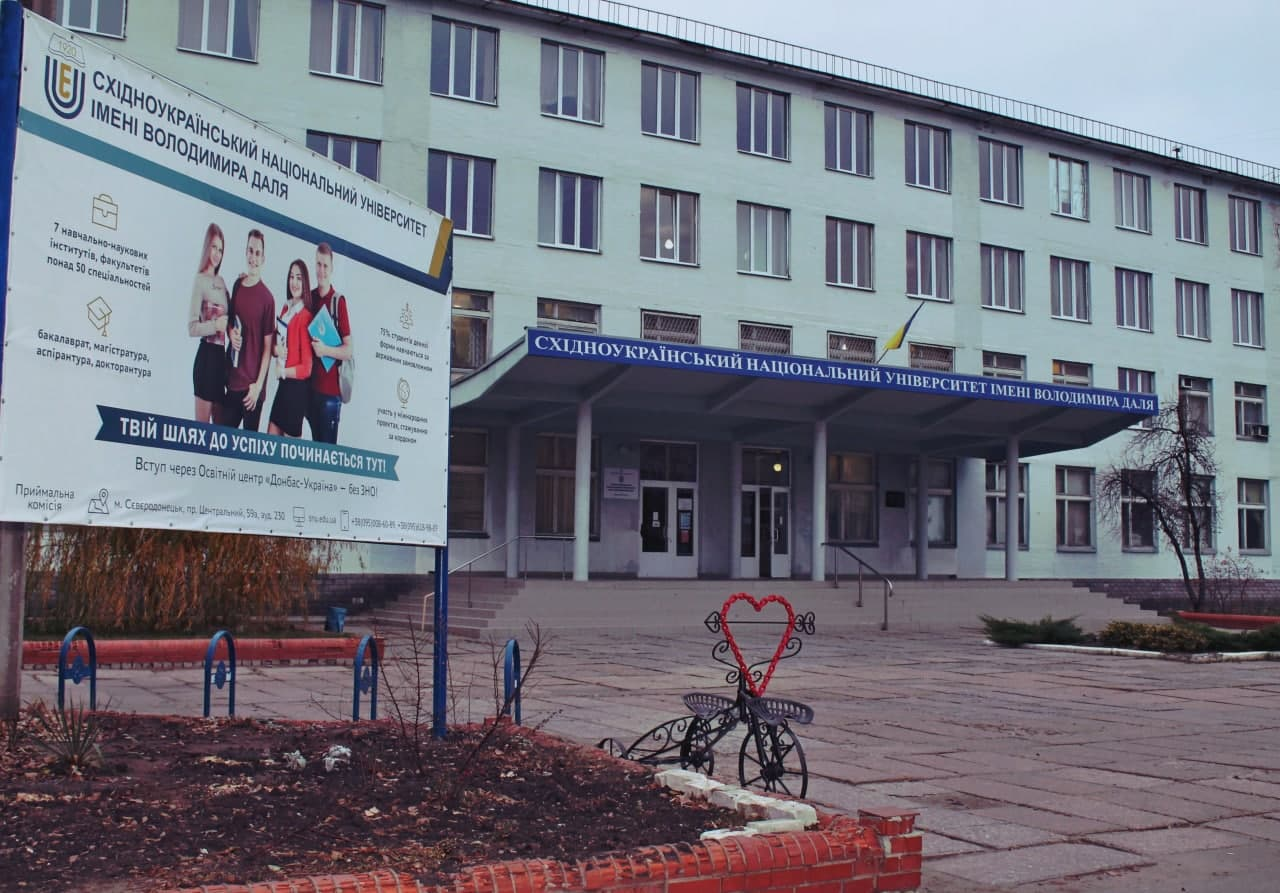
Навчальний корпус СНУ ім. В. Даля у Сєвєродонецьку.

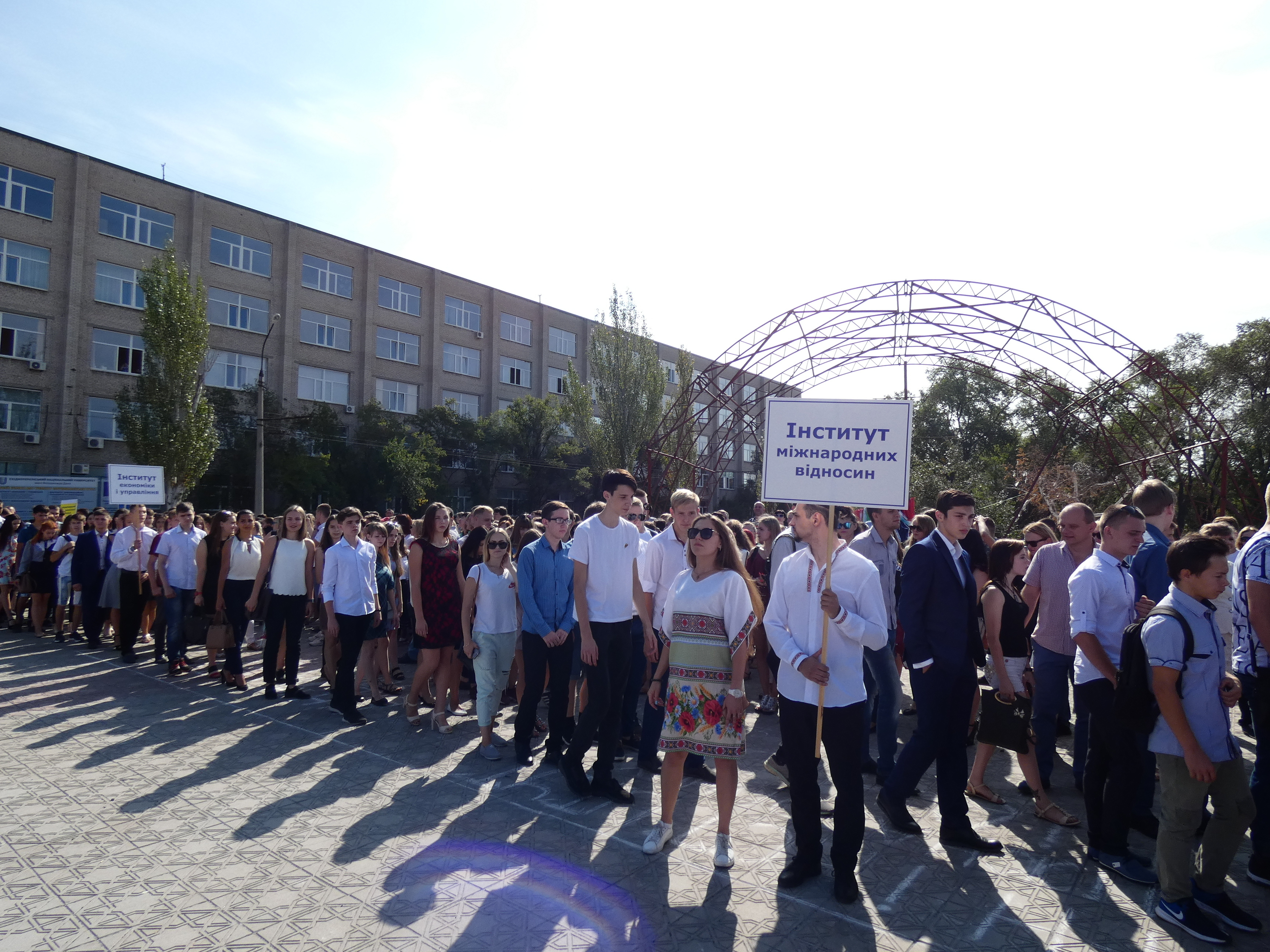
Студенти СНУ в Сєвєродонецьку, 2018 рік.

27 березня 1920 року було створено Луганський народний технікум, невдовзі перейменований на Луганський вечірній робітничий технікум. Технікум став першим закладом освіти на Донбасі, де на механічному та електротехнічному факультетах готували інженерів для машинобудівної промисловості.
Спочатку технікум розміщувався в будівлі колишнього Пушкінського училища, згодом у будинку Васньова, де займав лише четвертий поверх, а з 1927 року закладу було виділено другий і третій поверхи у будинку № 38 на вулиці Леніна.
У 1930 році постановою РНК СРСР Луганський вечірній робітничий технікум було реорганізовано у Луганський вечірній робітничий машинобудівний інститут. Перший випуск інженерів ЛВРМІ відбувся 1932 року за спеціальністю «Будівельна справа». З 1934 діяльність інституту було призупинено і відновлено лише в 1939 році під новою назвою — Ворошиловградський вечірній машинобудівний інститут.
Під час Німецько-радянської війни ЗВО було евакуйовано до Омська, де 16 листопада 1942 року постановою РНК СРСР реорганізовано в Омський машинобудівний інститут (нині Омський державний технічний університет).
Після війни протягом 1945–1959 років заклад освіти діяв у складі філіалів Московського заочного інституту металопромисловості, Харківського механіко-машинобудівного інституту (в 1950 році разом з трьома іншими закладами освіти Харкова об'єднаний у Харківський політехнічний інститут ім. В. І. Леніна), Харківського політехнічного інституту ім. В. І. Леніна.
З 1960 року Луганський вечірній машинобудівний інститут є самостійним закладом освіти. Загальна кількість студентів становила 940 осіб, що навчалися на вечірній формі. З 1962 року з'являється денне відділення.
8 травня 1993 року на базі Луганського машинобудівного інституту та декількох інших закладів освіти Луганська і Луганської області було створено Східноукраїнський державний університет. У 1996 році закладу надано IV рівень акредитації.
11 вересня 2000 року університету надано статус національного. З 2010 до 2014 року мав статус національного самоврядного (автономного) дослідницького вищого навчального закладу.
Ім'я відомого російського лексикографа Володимира Даля, який народився у Луганську, було присвоєне університету 13 листопада 2001 року.
У листопаді 2021 року розпорядженням Кабінету Міністрів до Східноукраїнського університету був приєднаний Луганський національний аграрний університет, на базі якого було створено аграрний факультет.

### Російсько-українська війна
28 вересня 2014 року через війну на сході України та пряме вторгнення російських військових керівництво університету повідомило про остаточне перенесення місцеперебування університету з Луганська до міста Сєвєродонецьк.
З початком російського вторгнення в лютому 2022 року та початку обстрілів Сєвєродонецька, університет був вимушений знову евакуюватись, розмістившись у Кам'янці-Подільському, Хмельницькому та Дніпрі. Під артилерійські обстріли потрапили й будівлі університету: на початку квітня внаслідок влучення снаряда російських окупантів було пошкоджено один із корпусів. В лабораторному корпусі знищено лекційну аудиторію. У ще одному місці снаряд проламав одразу три поверхи. У жовтні 2022 року університет переїхав до Києва.

## Рейтинги
За підсумками 2011 року згідно з консолідованим рейтингом українських ЗВО СНУ ім В. Даля посідав 15 сходинку рейтингу. Він також є шостим найкращим ЗВО східного регіону (Донецька, Луганська й Харківська області) та восьмим найкращим класичним університетом.
| Рейтинг     | 2007 | 2008 | 2009 | 2010 | 2011 |
| ----------- | ---- | ---- | ---- | ---- | ---- |
| ЮНЕСКО      | 25   |      |      |      |      |
| Компас      | 15   | 15   | 7    | 7    | 8    |
| Webometrics |      |      |      |      | 17   |

## Викладацький склад
- Поркуян Ольга Вікторівна — Ректор, доктор технічних наук, професор[21]
- Голубенко Олександр Леонідович— професор, доктор технічних наук, почесний ректор. Герой України (2012).
- Шевченко Галина Павлівна — доктор педагогічних наук, професор, академік Національної академії педагогічних наук України, заслужений діяч науки і техніки України.
- Завацька Наталія Євгенівна — доктор психологічних наук, професор, заслужений діяч науки і техніки України[22].
- Соколов Володимир Ілліч — доктор технічних наук, професор.